# Beauvois-en-Cambrésis
Pour les articles homonymes, voir Beauvois.
Beauvois-en-Cambrésis est une commune française située dans le département du Nord, en région Hauts-de-France.     

## Géographie

### Localisation
Beauvois-en-Cambrésis est située dans la région Nord-Pas-de-Calais, dans le sud du département du Nord. À vol d'oiseau, la ville est à 2,6 km de Caudry, 11,1 km de Cambrai, 11,7 km du Cateau-Cambrésis, 26,5 km de Valenciennes. La capitale régionale, Lille, est à 59,5 km.
Le territoire couvre une superficie de 352 hectares.

### Communes limitrophes
| Boussières-en-Cambrésis Carnières | Bévillers             | Bévillers   |
| Fontaine-au-Pire                  | Beauvois-en-Cambrésis | Béthencourt |
| Fontaine-au-Pire                  | Fontaine-au-Pire      | Caudry      |

### Géologie, relief et hydrographie
Le Cambrésis repose sur des couches de calcaire du Crétacé, elles-mêmes recouvertes de lœss et de limons accumulés par les vents, qui rendent le sol très fertile. C'est une terre à blé et à betteraves. Le paysage d'openfield domine la plus grande partie du pays.
Beauvois est située dans le bassin de l'Escaut. Le Riot de Beauvois, qui prend sa source dans la commune limitrophe de Caudry, traverse la commune au nord-est. Devenu le Riot du Pont à Vaques, il rejoint en rive gauche à Rieux-en-Cambrésis l'Erclin, lui-même affluent de l'Escaut.

### Hydrographie

#### Réseau hydrographique
La commune est située dans le bassin Artois-Picardie. Elle est drainée par le Riot de Caudry,.
Le Riot de Caudry, d'une longueur de 11 km, prend sa source dans la commune de Caudry et se jette  dans l'Erclin à Rieux-en-Cambrésis, après avoir traversé six communes. 

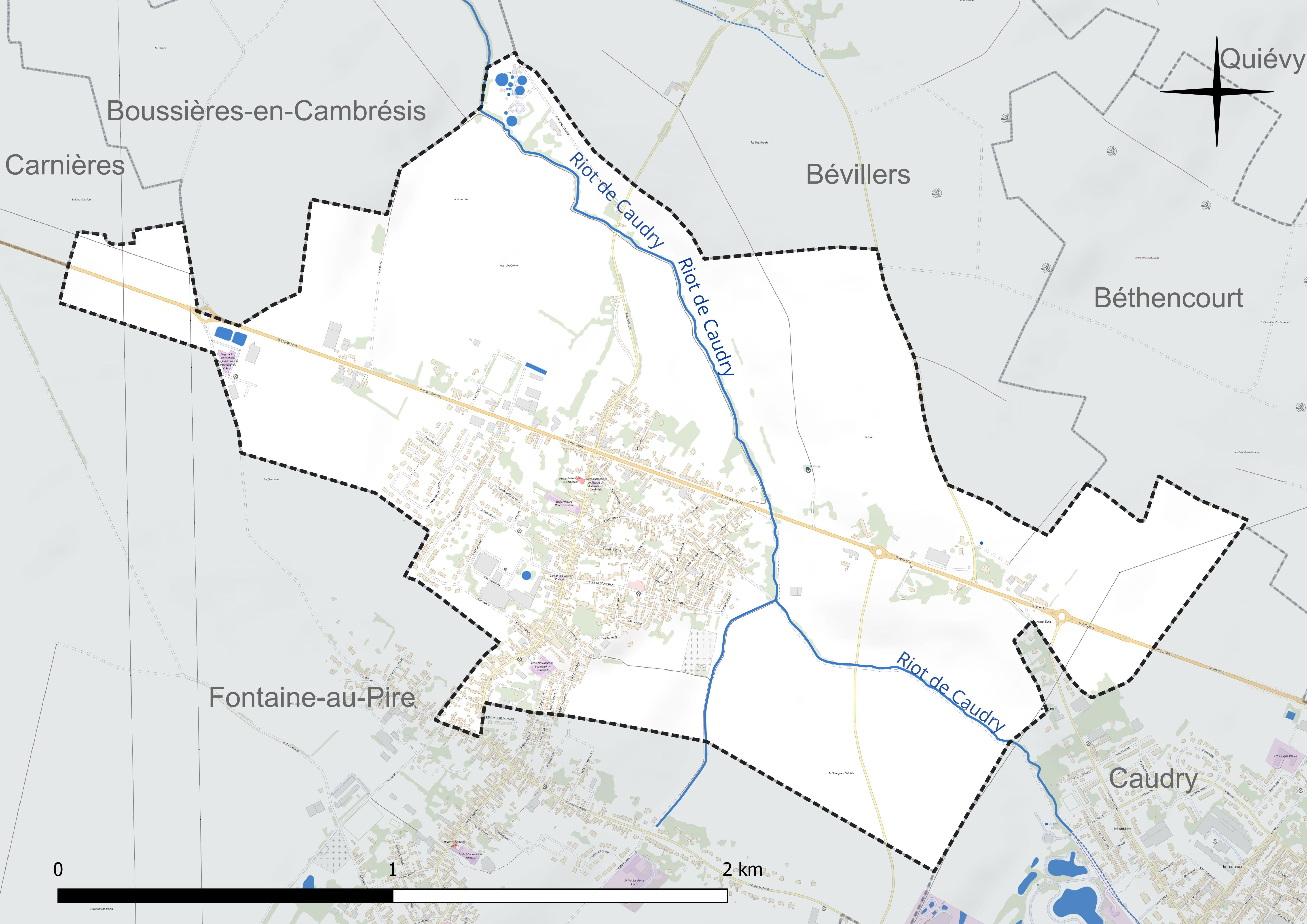
Réseau hydrographique de Beauvois-en-Cambrésis.

#### Gestion et qualité des eaux
Le territoire communal est couvert par le schéma d'aménagement et de gestion des eaux (SAGE) « Escaut ». Ce document de planification concerne un territoire de 2 005 km2 de superficie, délimité par le bassin versant de l'Escaut. Le périmètre a été arrêté le 9 juin 2006 et le SAGE proprement dit a été approuvé le 13 juillet 2021. La structure porteuse de l'élaboration et de la mise en œuvre est le syndicat mixte Escaut et Affluents (SyMEA). 
La qualité des cours d'eau peut être consultée sur un site dédié géré par les agences de l'eau et l'Agence française pour la biodiversité. 

### Climat
Pour des articles plus généraux, voir Climat des Hauts-de-France et Climat du Nord.
En 2010, le climat de la commune est de type climat océanique dégradé des plaines du Centre et du Nord, selon une étude du CNRS s'appuyant sur une série de données couvrant la période 1971-2000. En 2020, Météo-France publie une typologie des climats de la France métropolitaine dans laquelle la commune est dans une zone de transition entre le climat océanique et le climat océanique altéré et est dans la région climatique  Nord-est du bassin Parisien, caractérisée par un ensoleillement médiocre, une pluviométrie moyenne régulièrement répartie au cours de l'année et un hiver froid (3 °C). 
Pour la période 1971-2000, la température annuelle moyenne est de 10,2 °C, avec une amplitude thermique annuelle de 14,8 °C. Le cumul annuel moyen de précipitations est de 753 mm, avec 12 jours de précipitations en janvier et 9,2 jours en juillet. Pour la période 1991-2020, la température moyenne annuelle observée sur la station météorologique la plus proche, située sur la commune d'Épehy à 23 km à vol d'oiseau, est de 10,6 °C et le cumul annuel moyen de précipitations est de 752,8 mm,. Pour l'avenir, les paramètres climatiques de la commune estimés pour 2050 selon différents scénarios d'émission de gaz à effet de serre sont consultables sur un site dédié publié par Météo-France en novembre 2022.

## Urbanisme

### Typologie
Au 1er janvier 2024, Beauvois-en-Cambrésis est catégorisée ceinture urbaine, selon la nouvelle grille communale de densité à sept niveaux définie par l'Insee en 2022.
Elle appartient à l'unité urbaine de Caudry, une agglomération intra-départementale regroupant quatre  communes, dont elle est une commune de la banlieue,,. Par ailleurs la commune fait partie de l'aire d'attraction de Caudry, dont elle est une commune de la couronne,. Cette aire, qui regroupe 17 communes, est catégorisée dans les aires de moins de 50 000 habitants,.

### Occupation des sols
L'occupation des sols de la commune, telle qu'elle ressort de la base de données européenne d'occupation biophysique des sols Corine Land Cover (CLC), est marquée par l'importance des territoires agricoles (72,9 % en 2018), en diminution par rapport à 1990 (80 %). La répartition détaillée en 2018 est la suivante : 
terres arables (72,4 %), zones urbanisées (27,1 %), prairies (0,4 %). L'évolution de l'occupation des sols de la commune et de ses infrastructures peut être observée sur les différentes représentations cartographiques du territoire : la carte de Cassini (XVIIIe siècle), la carte d'état-major (1820-1866) et les cartes ou photos aériennes de l'IGN pour la période actuelle (1950 à aujourd'hui).

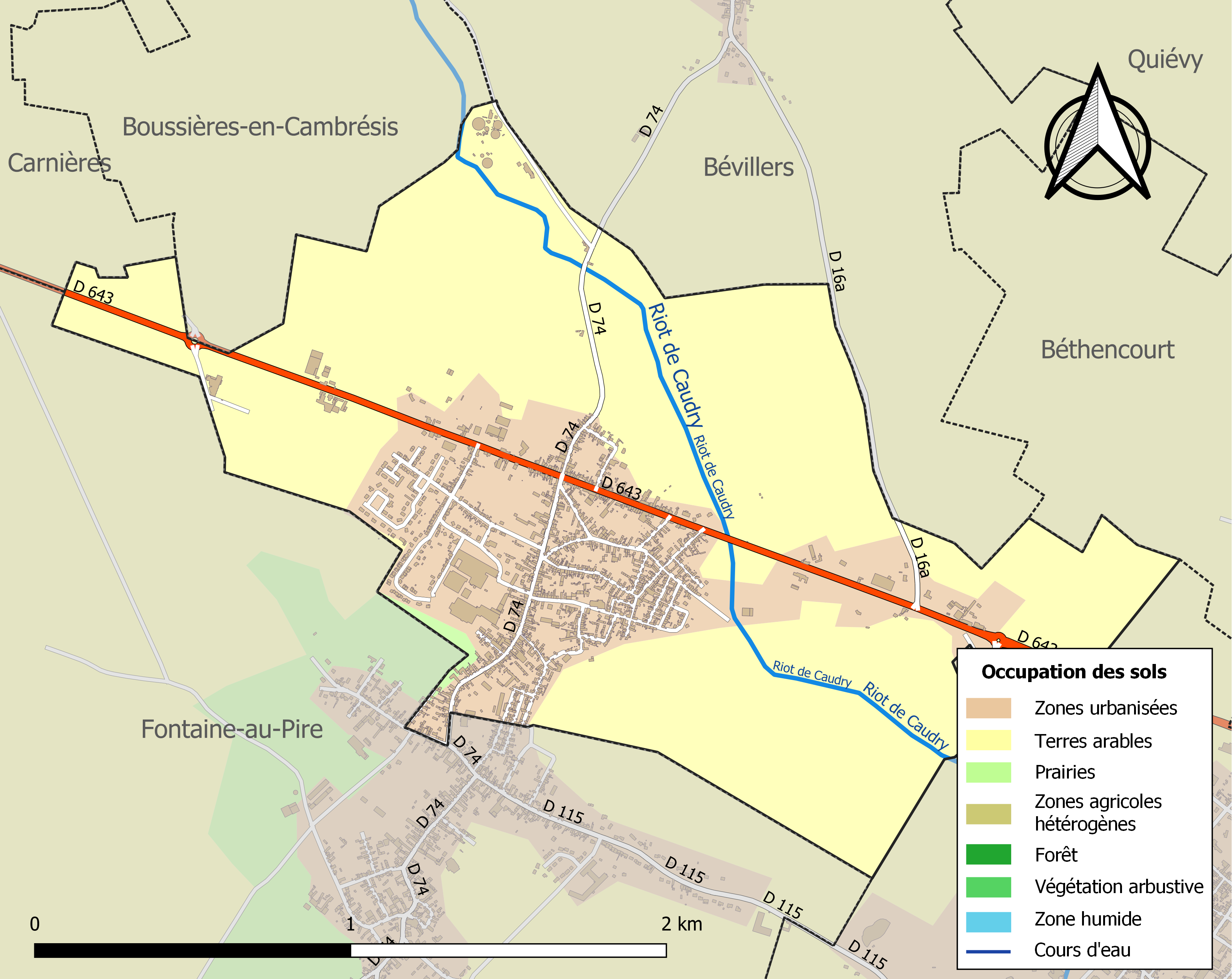
Carte des infrastructures et de l'occupation des sols de la commune en 2018 (CLC).

### Habitat et logement
En 2019, le nombre total de logements dans la commune était de 983, alors qu'il était de 977 en 2014 et de 928 en 2009.
Parmi ces logements, 87,7 % étaient des résidences principales, 1,2 % des résidences secondaires et 11,1 % des logements vacants. Ces logements étaient pour 92,7 % d'entre eux des maisons individuelles et pour 7,3 % des appartements.
Le tableau ci-dessous présente la typologie des logements à Beauvois-en-Cambrésis en 2019 en comparaison avec celle du Nord et de la France entière. Une caractéristique marquante du parc de logements est ainsi une proportion de résidences secondaires et logements occasionnels (1,2 %) inférieure à celle du département (1,6 %) mais supérieure à celle de la France entière (9,7 %). Concernant le statut d'occupation de ces logements, 68,9 % des habitants de la commune sont propriétaires de leur logement (70,2 % en 2014), contre 54,7 % pour le Nord et 57,5 pour la France entière.
| Typologie                                               | Beauvois-en-Cambrésis | Nord | France entière |
| ------------------------------------------------------- | --------------------- | ---- | -------------- |
| Résidences principales (en %)                           | 87,7                  | 90,6 | 82,1           |
| Résidences secondaires et logements occasionnels (en %) | 1,2                   | 1,6  | 9,7            |
| Logements vacants (en %)                                | 11,1                  | 7,8  | 8,2            |

### Voies de communication et transports

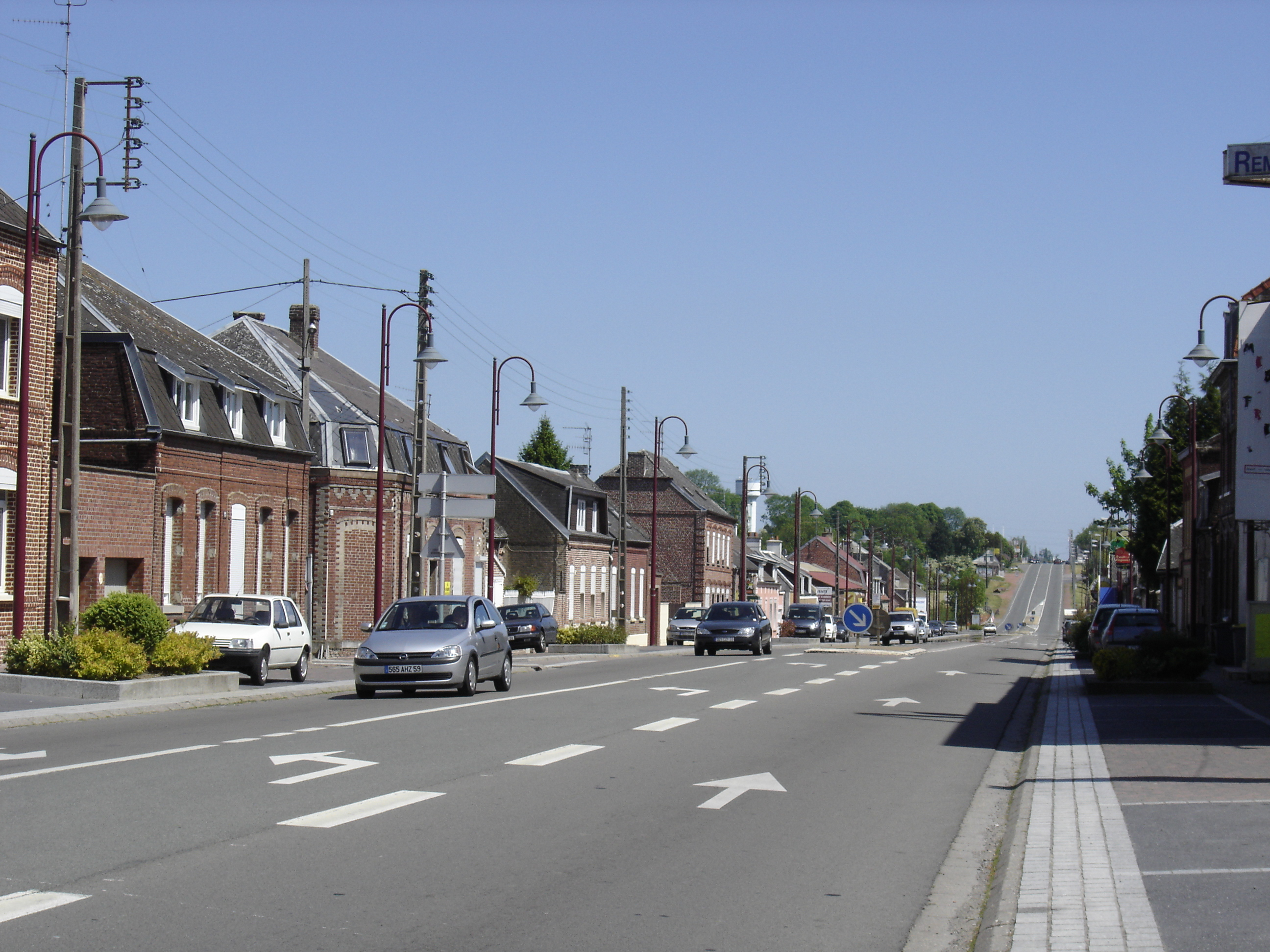
L'ancienne route nationale 39 (puis 43 et maintenant départementale 643) traverse Beauvois-en-Cambrésis.

Beauvois-en-Cambrésis est située sur la route départementale no 643 (ancienne route nationale 39, puis 43) de Cambrai à la limite du département avec l'Aisne (La Groise), ainsi qu'à Bévillers et Fontaine-au-Pire par la D74.
La commune est desservie par le réseau Arc en Ciel vers Cambrai, Caudry et Le Cateau-Cambrésis.
La station de chemin de fer la plus proche est la gare de Caudry, desservie  par des trains TER Hauts-de-France, qui effectuent des missions entre les gares : de Saint-Quentin, ou de Busigny, et de Douai, voire de Lille-Flandres ; de Busigny et de Cambrai. Elle est également desservie par un train TER assurant un aller-retour quotidien entre Paris-Nord et Cambrai.

## Toponymie
Le village n'est pas connu dans les annales du Cambrésis avant le XIe siècle. On trouve le nom latin Bello visu (« beau à voir ») en 1087 et 1184, Bellus Visus en 1187, Beauvoir en 1131, 1233 et 1349, Bealvoir en 1174, ainsi que Bielvois, Belvoer, Bealvoes, Beauvois en 1793,  Beauvois-en-Cambrésis en 1903, Beauvois en 1961. Le village est dans une situation « agréable » selon Mannier, « belle et assez élevée » selon Boniface, ce qui justifie le nom.
En moyen français, la forme -oir était prononcée -oi, d'où Beauvois.
En 1903, et à nouveau en 1962, la commune prend le nom de Beauvois-en-Cambrésis.

## Politique et administration

### Rattachements administratifs et électoraux

#### Rattachements administratifs
La commune se trouve dans l'arrondissement de Cambrai du département du Nord.
Elle faisait partie depuis 1801 du canton de Carnières. Dans le cadre du redécoupage cantonal de 2014 en France, cette circonscription administrative territoriale a disparu, et le canton n'est plus qu'une circonscription électorale.

#### Rattachements électoraux
Pour les élections départementales, la commune fait partie depuis 2014 du canton de Caudry
Pour l'élection des députés, elle fait partie de la douzième circonscription du Nord.

### Intercommunalité
Beauvois-en-Cambrésis était le siège de la communauté de communes du Caudrésis , un établissement public de coopération intercommunale (EPCI) à fiscalité propre créé fin 1993 et auquel la commune avait transféré un certain nombre de ses compétences, dans les conditions déterminées par le code général des collectivités territoriales.
Cette intercommunalité a fusionné avec sa voisine pour former, le 1er janvier 2010, la communauté de communes du Caudrésis - Catésis dont la commune est désormais le siège.

### Administration municipale
La population de la commune étant comprise entre 1 500 et 2 500 habitants, le conseil municipal compte 19 membres, y compris le maire et ses adjoints.

### Liste des maires
Maire en 1808 : Denez.
Maire en 1881 : Watremez.
| Période                                  | Période                       | Identité                   | Étiquette | Qualité |
| ---------------------------------------- | ----------------------------- | -------------------------- | --------- | --- |
| Les données manquantes sont à compléter. |                               |                            |           | |
| avant 1802                               | après 1807                    | André Lévêque              |           | |
| Les données manquantes sont à compléter. |                               |                            |           | |
|                                          |                               | Émile Dusseaux             | PC-SFIC   | |
| mars 1977                                | mars 2014                     | Gérard Devaux, (1944-2022) | PS        | Cadre administratif Président de la CC du Caudrésis - Catésis (2010 → 2014) Chevalier de l'Ordre national du Mérite |
| mars 2014                                | En cours (au 19 janvier 2021) | Yannick Herbet             | DVG       | Professeur de lycée Réélu pour le mandat 2020-2026                                                                  |

### Jumelages
Au 1er août 2015, Beauvois-en-Cambrésis n'est jumelée avec aucune commune.

## Équipements et services publics

### Enseignement
Beauvois-en-Cambrésis est rattachée à l'inspection académique du Nord dans l'académie de Lille.
La commune gère une école maternelle et l'école primaire publique Maurice Carême.
Les établissements d'enseignement secondaire les plus proches sont à Caudry.

### Santé
En août 2015, Beauvois compte une dizaine de membres des professions de santé (médecins généralistes, dentiste, infirmiers, kinésithérapeutes), ainsi que deux pharmacies. Les hôpitaux les plus proches sont au Cateau-Cambrésis et à Cambrai.

### Justice, sécurité, secours et défense
La commune de Beauvois-en-Cambrésis est dans le ressort de la cour d'appel de Douai, du tribunal de grande instance, du tribunal d'instance et du conseil de prud'hommes de Cambrai, et à la suite de la réforme de la carte judiciaire engagée en 2007, du tribunal de commerce de Douai.
La protection et la mise en valeur de l'environnement font partie des compétences de la communauté de communes du Caudrésis - Catésis. Ses « brigades vertes » interviennent sur le territoire de l'ensemble des communes pour la création et l'entretien des espaces verts, l'aménagement de l'espace rural, les plantations et l'abattage d'arbres.

## Population et société

### Démographie
En 2012 Beauvois-en-Cambrésis est par sa population la 6e commune de la Communauté de communes du Caudrésis - Catésis. Beauvois-en-Cambrésis est la 4100e ville au classement des communes de France ayant le plus d'habitants.

#### Évolution démographique
L'évolution du nombre d'habitants est connue à travers les recensements de la population effectués dans la commune depuis 1793. Pour les communes de moins de 10 000 habitants, une enquête de recensement portant sur toute la population est réalisée tous les cinq ans, les populations de référence des années intermédiaires étant quant à elles estimées par interpolation ou extrapolation. Pour la commune, le premier recensement exhaustif entrant dans le cadre du nouveau dispositif a été réalisé en 2005.

En 2022, la commune comptait 1 948 habitants, en évolution de −6,3 % par rapport à 2016 (Nord : +0,51 %, France hors Mayotte : +2,11 %).
| 1793 | 1800 | 1806 | 1821 | 1831 | 1836 | 1841  | 1846  | 1851  |
| ---- | ---- | ---- | ---- | ---- | ---- | ----- | ----- | ----- |
| 626  | 372  | 483  | 799  | 913  | 968  | 1 060 | 1 090 | 1 051 |

| 1856  | 1861  | 1866  | 1872  | 1876  | 1881  | 1886  | 1891  | 1896  |
| ----- | ----- | ----- | ----- | ----- | ----- | ----- | ----- | ----- |
| 1 100 | 1 307 | 1 477 | 1 959 | 2 309 | 3 333 | 3 406 | 3 878 | 3 990 |

| 1901  | 1906  | 1911  | 1921  | 1926  | 1931  | 1936  | 1946  | 1954  |
| ----- | ----- | ----- | ----- | ----- | ----- | ----- | ----- | ----- |
| 3 986 | 4 214 | 4 105 | 3 291 | 3 071 | 2 881 | 2 759 | 2 499 | 2 548 |

| 1962  | 1968  | 1975  | 1982  | 1990  | 1999  | 2005  | 2006  | 2010  |
| ----- | ----- | ----- | ----- | ----- | ----- | ----- | ----- | ----- |
| 2 454 | 2 286 | 2 260 | 2 258 | 2 099 | 1 994 | 2 093 | 2 104 | 2 143 |

| 2015  | 2020  | 2022  | - | - | - | - | - | - |
| ----- | ----- | ----- | - | - | - | - | - | - |
| 2 089 | 1 970 | 1 948 | - | - | - | - | - | - |

#### Pyramide des âges
La population de la commune est relativement jeune.
En 2018, le taux de personnes d'un âge inférieur à 30 ans s'élève à 35,8 %, soit en dessous de la moyenne départementale (39,5 %). À l'inverse, le taux de personnes d'âge supérieur à 60 ans est de 26,4 % la même année, alors qu'il est de 22,5 % au niveau départemental.
En 2018, la commune comptait 986 hommes pour 1 052 femmes, soit un taux de 51,62 % de femmes, légèrement inférieur au taux départemental (51,77 %).
Les pyramides des âges de la commune et du département s'établissent comme suit.
| Hommes | Classe d’âge | Femmes |
| ------ | ------------ | ------ |
| 0,4    | 90 ou +      | 0,8    |
| 4,8    | 75-89 ans    | 8,8    |
| 18,2   | 60-74 ans    | 19,7   |
| 21,3   | 45-59 ans    | 20,6   |
| 17,7   | 30-44 ans    | 15,9   |
| 16,7   | 15-29 ans    | 16,6   |
| 20,9   | 0-14 ans     | 17,6   |

| Hommes | Classe d’âge | Femmes |
| ------ | ------------ | ------ |
| 0,5    | 90 ou +      | 1,4    |
| 5,3    | 75-89 ans    | 8,1    |
| 14,8   | 60-74 ans    | 16,2   |
| 19,1   | 45-59 ans    | 18,4   |
| 19,5   | 30-44 ans    | 18,7   |
| 20,7   | 15-29 ans    | 19,1   |
| 20,2   | 0-14 ans     | 18     |

### Cultes
Les Beauvoisiens disposent d'un lieu de culte catholique, l'église Sainte Anne, qui fait partie de la paroisse Sainte Maxellende en Cambrésis dans le diocèse de Cambrai.

## Économie
La ville compte une usine du fabricant français de produits de couchage, Lestra.
Une quarantaine de commerces bordent la route départementale 643, profitant du trafic supérieur à 15 000 véhicules par jour, et une trentaine d'autres dans le centre du bourg.
Une ruche d'entreprises est installée sur la zone d'activité du Bout des Dix-Neuf.

## Culture et patrimoine

### Personnalités liées à la commune
Le nom de certains seigneurs du lieu nous est parvenu : 
- Le village s'appelait Beauvois en Beauvoysin, Jean de Pardieu, neveu de Valentin de Pardieu a été le seigneur des lieux[42].
- Jean d'Esne, dit le Baudrain, seigneur sur le territoire actuel de Beauvois-en-Cambrésis, trouve la mort à la bataille d'Azincourt en 1415[43].

### Héraldique
| Blason de Beauvois-en-Cambrésis | Blason  | De sinople à une coupe couverte d'or.            |
| Blason de Beauvois-en-Cambrésis | Détails | Le statut officiel du blason reste à déterminer. |

## Pour approfondir